# Châteauneuf-de-Galaure
Châteauneuf-de-Galaure település Franciaországban, Drôme megyében. Lakosainak száma 1807 fő (2022. január 1.). Châteauneuf-de-Galaure Anneyron, Hauterives, Saint-Avit, Saint-Martin-d’Août, Saint-Sorlin-en-Valloire és Saint-Jean-de-Galaure községekkel határos.

## Népesség
A település népességének változása:
| Lakosok száma | 1153 | 1252 | 1246 | 1481 | 1752 | 1770 | 1808 | 1831 | 1827 | 1807 |
|               | 1968 | 1982 | 1990 | 2006 | 2013 | 2015 | 2017 | 2019 | 2020 | 2022 |